# Praça da Sé (Salvador)
A Praça da Sé é um logradouro público no Centro Histórico de Salvador, capital do estado brasileiro da Bahia. Surgiu na década de 1930 em razão da demolição da antiga Sé da Bahia, a qual deu origem ao nome da praça, e de alguns outros prédios coloniais. Na década de 1950, funcionou como terminal rodoviário até ser construído o Terminal da Lapa, na década de 1980.
Da Cidade Baixa, a praça é acessada pelo Plano Inclinado Gonçalves via a pequena praça Ramos de Queiroz. Além desta pequena praça, comunica-se com a praça da Cruz Caída (ou Belvedere da Sé, e parte da praça da Sé), com o Terreiro de Jesus e, pela rua da Misericórdia, com a Praça Tomé de Sousa (onde estão a sede da Câmara Municipal, os palácios Tomé de Souza e Rio Branco e o Elevador Lacerda). A praça é endereço do Memorial das Baianas, do Palácio da Sé (antiga sede da Arquidiocese de São Salvador da Bahia), do Museu de Energia, do Cine Excelsior, dos edifícios Ranulfo Oliveira e Themis, como também abriga monumentos como os dedicados a Zumbi dos Palmares e Pero Fernandes Sardinha, a Cruz Caída e uma fonte luminosa.
Seu entorno constituiu a primeira freguesia criada pela colonização portuguesa em Salvador em 1552, sob o nome de Sé ou Salvador. Em 1960, foi delimitado o subdistrito da Sé dentro do distrito homônimo ao município de Salvador, dentro da zona urbana desse município e sem ser dividido em bairros, limitando-se com os subdistritos da Conceição da Praia, do Passo, de Nazaré, de Santana e de São Pedro (do norte ao oeste, em sentido horário). Tal divisão ficou ultrapassada sem atualizações por mais de cinco décadas, até que em 2017 Salvador foi dividida em mais de uma centena e meia de bairros e a lei de 1960 foi revogada, deixando de existir os subdistritos antes previstos, inclusive o da Sé.

## História

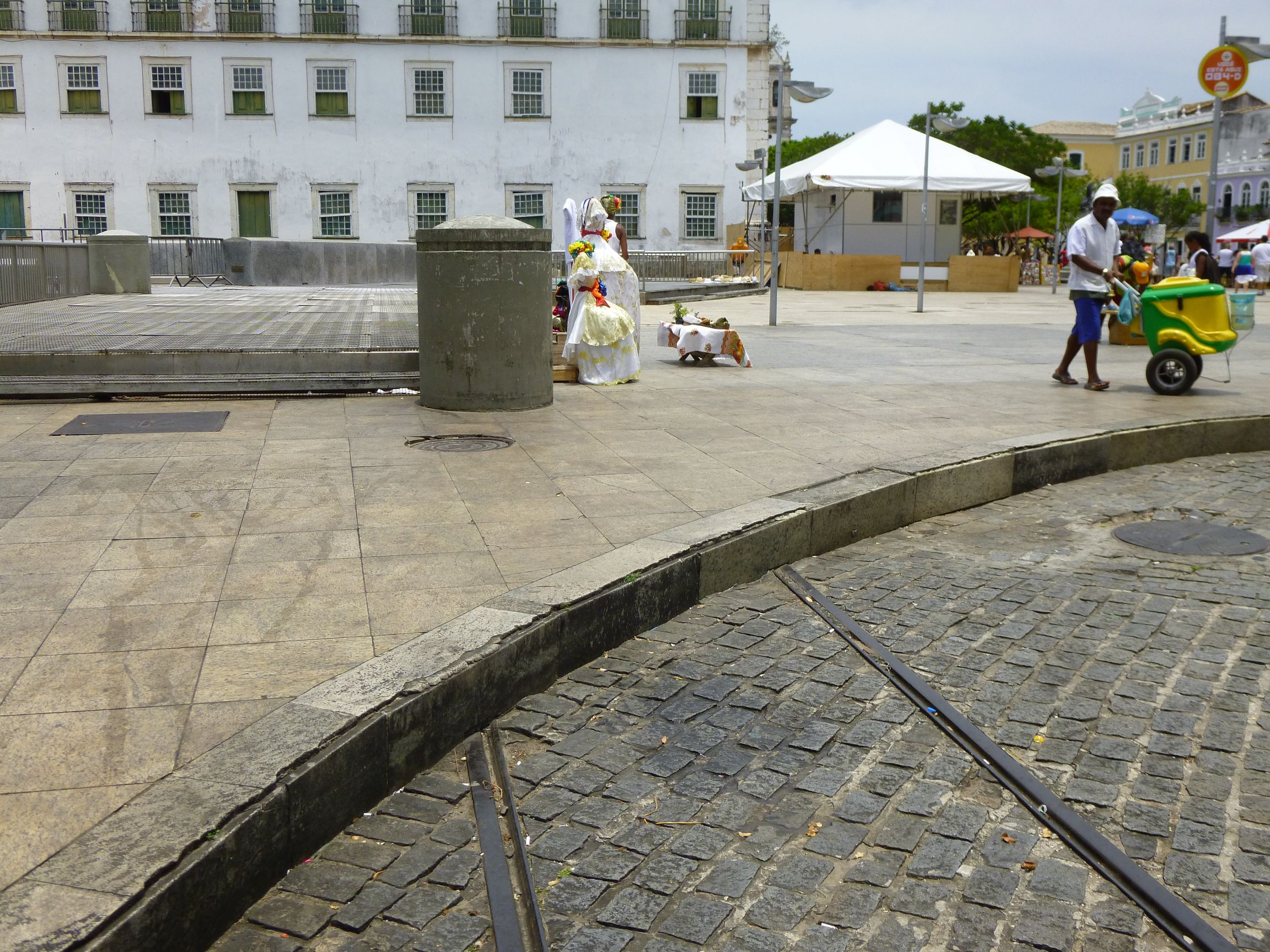
Abaixo, trilhos da Cia Carris da Bahia cobertos pelo calçamento; à esquerda, um dos sítios arqueológicos da praça na continuação; e o Palácio Arquiepiscopal da Sé ao fundo.

A praça é originária do processo de demolição de dois quarteirões de prédios antigos que se situavam nas antigas ruas Direita e Rua do Colégio — esta última assim chamada porque levava diretamente ao Colégio e à Igreja dos Jesuítas (atual Catedral Basílica de Salvador), no Terreiro de Jesus. O cenário anterior às demolições (e anterior à praça) foi pintado por Diógenes Rebouças, destacando a rua do Colégio. A antiga Sé Primacial do Brasil que dá nome à praça foi demolida em 1933, embora o nome tenha permanecido. Sua demolição ocorreu para dar lugar aos trilhos dos bondes da Companhia Linhas Circular de Carris da Bahia. Com isso, a praça passou a abrigar os bondes e o Belvedere da Sé, espaço dedicado a lazer, cultura e turismo e com vista para a Baía de Todos os Santos. Assim, o Belvedere da Sé foi explorado por lanchonetes, em aproveitamento até do adro da igreja demolida.
Em 1960, foi concluída a construção do Edifício Themis (situação no lado oposto à Igreja do Colégio de Jesus) e do Edifício Ranulfo Oliveira (ocupado pela sede da Associação Bahiana de Imprensa, pela Assembleia Legislativa da Bahia de 1960 a 1975 e por órgãos da Prefeitura). Na década de 1980, a reforma da praça ficou a cargo de Juarez Paraíso.

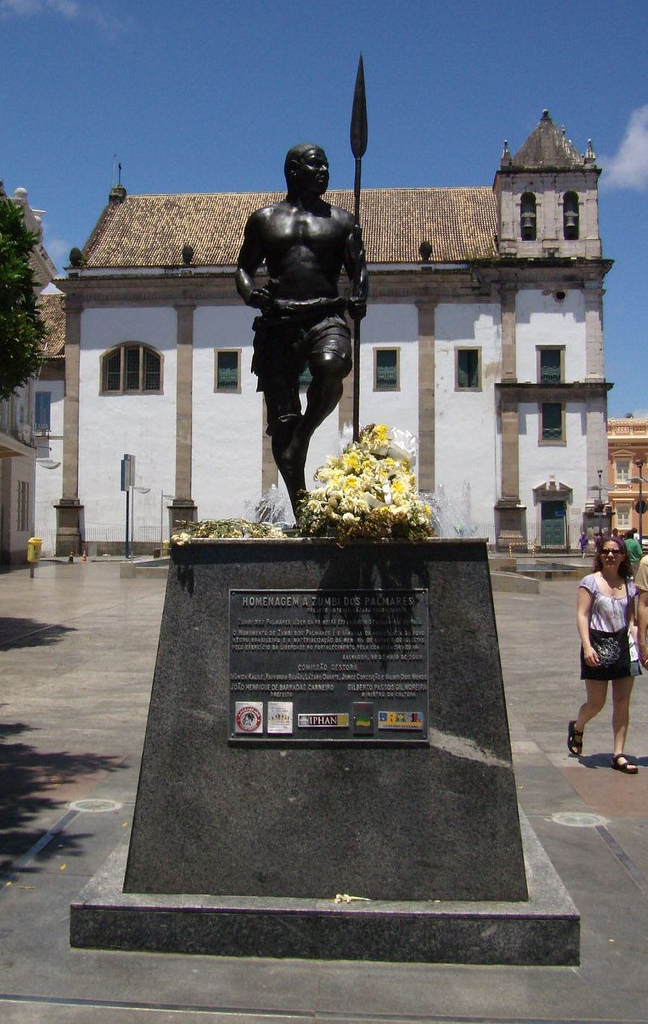
Estátua de Zumbi dos Palmares e, ao fundo, a Catedral Basílica de Salvador, na Praça da Sé.

Após a inauguração do Terminal da Lapa, em 1982, a praça degradou-se. Dezessete anos depois, com um projeto do arquiteto Assis Reis, a praça ganhou uma nova perspectiva de belvedere. A mesma reforma que trouxe críticas à destruição do patrimônio histórico (demolição da Igreja da Sé), representada pela Cruz Caída, destruiu o desenho feito em pedras portuguesas que havia no calçamento, substituindo o esse piso por granito. Além disso, seguiu-se uma escavação arqueológica às fundações da antiga Igreja da Sé, a qual resultou na criação de quatro sítios arqueológicos, cujo resgate de objetos e ossos vinha sendo conduzido por uma equipe do Museu de Arqueologia e Etnologia da UFBA.[carece de fontes?]
Em comemoração aos 450 anos de fundação de Salvador, foi inaugurado em 29 de março de 1999 o monumento da Cruz Caída. De autoria de Mário Cravo, foi feito em aço inoxidável com 12 metros de altura e sob encomenda da Prefeitura Municipal de Salvador. Em 2002, foi inaugurada a fonte luminosa da Praça da Sé, produzida pela empresa espanhola Ghesa.